# Neuroimaging Informatics Technology Initiative
NIfTI anglicky Neuroimaging Informatics Technology Initiative (česky Iniciativa pro Informační technologie v oblasti neurozobrazování) je otevřený formát souboru, který se běžně používá k ukládání údajů zobrazení mozku získaných pomocí metod magnetické rezonance.